# Gatare
Gatare è un settore (imirenge) del Ruanda, parte della Provincia Meridionale e del distretto di Nyamagabe. 
È posta nella provincia del sud del Paese, a circa 2500 m. di altitudine sulle montagne che confinano con la foresta equatoriale di Nyungwe. Si tratta, infatti, di una località di alta montagna intensamente antropizzata il cui territorio è in gran parte coperto da foresta e in parte intensamente coltivato in maniera rudimentale dalla popolazione. 
Il clima è equatoriale con piogge violente e abbondanti da febbraio ad aprile e nel periodo tra settembre e novembre mentre il periodo compreso tra giugno e agosto, il più critico dell'anno per la popolazione, è caratterizzato da siccità.
Da Kigali, capitale del Rwanda, per raggiungere Gatare, sono necessarie circa 4/6 ore di auto, di cui 2/4 da percorrere su strada sterrata molto disagevole. 
La popolazione del settore di Gatare è numerosa (circa 20.000 abitanti) e costituita in maggioranza da soggetti di etnia Hutu, in piccola parte da soggetti di etnia Tutsi e in parte ancora minore da pigmei (Twa). La composizione sociale risente fortemente delle situazioni drammatiche createsi con la guerra civile del 1994. Parte della popolazione è emigrata da altre zone, parte è costituita da profughi reinseriti, provenienti da zone diverse. 
Le abitazioni sono sparse sulle colline o concentrate in villaggi o centri. Le famiglie sono costituite in media da sei persone. Le Autorità stanno tentando di creare condizioni di aggregazione sociale favorendo la costituzione di meccanismi di associazionismo.
La maggior parte della popolazione vive di agricoltura e di allevamento. Le coltivazioni
più adatte alla zona sono le patate, i piselli, il cavolo, il grano ed il the. Il governo rwandese sta favorendo l'incremento delle piantagioni di the con la costruzione di vivai per le piccole piante e la costruzione di centri di lavorazione del raccolto. La terra non è fertile ed è sempre necessario fare ricorso ad additivi fertilizzanti.
Molto limitata è la parte della popolazione che usufruisce di un salario mensile, spesso totalmente insufficiente e la povertà è assai diffusa.
Estremamente modesta è la presenza di infrastrutture. L'unica strada utilizzabile è quella che collega la regione con la città di Nyamagabe (ex Gikongoro) che è asfaltata solo per un tratto e in condizioni di percorribilità precarie (obbligatorio l'uso di fuoristrada) e talvolta proibitive specie dopo i violenti acquazzoni equatoriali.
Nella regione esiste la possibilità di frequentare le scuole materne, quelle primarie e secondarie. Un ruolo significativo è in particolare svolto dalla missione delle suore Figlie del Divino Zelo che gestisce una scuola materna che ospita oltre 400 bambini oltre ad un Centro Sanitario (Rugege) e ad attività ambulatoriali e di servizio territoriale sociosanitario supportate dall'associazione di volontariato O.N.L.U.S. "Komera Rwanda"(sito ufficiale).
L'attività di cura in odontoiatria è svolta con il supporto di un'altra associazione, Smile Mission ETS-ODV.